# Gampr
Gampr (armeniska: գամփռ, Gamp’ṙ) är en hundras från Armenien. Den är en boskapsvaktare (bergshund) och vaktande herdehund av molossertyp. Dess traditionella bruksområde är att skydda nötkreatur, får och getter mot rovdjursangrepp. Den står nära kavkazskaja ovtjarka (kaukasisk ovtjarka) och Kars Coban Köpegi som är en av flera regionala varianter av anatolisk herdehund, men utgör en egen population. Rasen är nationellt erkänd av den armeniska kennelklubben, som dock inte är medlem i den Fédération Cynologique Internationale (FCI).

## Historia
Traditionen med boskapsvaktare i Armenien är uråldrig, hundarna har till stor del formats genom naturligt urval och är anpassade till det karga klimatet. Armeniska boskapsvaktare beskrevs 1913 i Studien über die Haustiere der Kaukasusländer av den schweiziske zoologen Conrad Keller (1848-1913). På sovjettiden sammanfördes lokala och regionala hundrastyper till standardiserade raser. Då räknades gampr in i kaukasisk ovtjarka. Dagens ras är formad efter självständigheten 1991 av den population som då fanns i Armenien. Rasen drabbades av de första kris- och krigsåren, då många hade svårigheter att försörja stora bergshundar, men har senare återhämtat sig.
Ett alternativt namn på rasen är Aralez efter en hundgud i den antika armeniska mytologin.

## Egenskaper
Gampr är självständig och dominant och måste socialiseras tidigt och lära sig sin plats i rangordningen med stor konsekvens.

## Utseende
Bergshundens huvud är stort, tydligt markerat och välutvecklat men saknar framträdande kindben. Nacken är bred, muskulös och stark. Hanens mankhöjd är cirka 65 centimeter eller mer och hos tiken är denna höjd från 62 centimeter och uppåt. 
Den armeniska gamprn har en väl utvecklad underpäls för att skydda den mot tuffa förhållanden. Beroende på pälsens längd finns det två typer: den långhåriga gamprn med lång päls, och den korthåriga med tät och relativt kort päls.